# Velika loža Armenije
Velika loža Armenije je prostozidarska velika loža v Armeniji, ki je bila ustanovljena leta 2002.